# Thomas Eriksson
Göte Thomas Eriksson (ur. 16 października 1959 w Borlänge) – szwedzki biegacz narciarski, trzykrotny medalista mistrzostw świata.

## Kariera
Igrzyska olimpijskie w Lake Placid w 1980 roku były pierwszymi i zarazem ostatnimi w jego karierze. W indywidualnych startach zajął 11. miejsce w biegu na 15 km oraz 16. miejsce na dystansie 50 km techniką klasyczną. Ponadto wraz z kolegami z reprezentacji zajął piąte miejsce w sztafecie.
W 1982 roku wystartował na mistrzostwach świata w Oslo zdobywając złoty medal w biegu na 30 km techniką dowolną. Był to jego największy sukces w całej karierze. Trzy lata później, podczas mistrzostw świata w Seefeld wspólnie z Erikiem Östlundem, Thomasem Wassbergiem i Gunde Svanem zdobył swój drugi medal, tym razem brązowy w sztafecie. Mistrzostwa świata w Oberstdorfie w 1987 roku były pierwszymi z których nie przywiózł medalu, zajął zaledwie 11. miejsce w biegu na 30 km stylem klasycznym. Na mistrzostwach świata w Lahti w 1989 roku zajął 5. miejsce na 15 km stylem klasycznym oraz ósme na dystansie 50 km stylem dowolnym. Swój ostatni medal zdobył podczas mistrzostw w Val di Fiemme w 1991 roku, gdzie razem z Christerem Majbäckiem, Gunde Svanem i Torgnym Mogrenem wywalczył srebrny medal w sztafecie. Startował ponadto na mistrzostwach świata w Falun w 1993 r., ale zajmował tam odległe pozycje.
Najlepsze wyniki w Pucharze Świata osiągnął w sezonie 1985/1986, kiedy to zajął 6. miejsce w klasyfikacji generalnej. Pięciokrotnie stawał na podium zawodów Pucharu Świata, w tym dwa razy zwyciężył.
Podczas mistrzostw świata juniorów w Sainte-Croix w 1977 roku zajął czternaste miejsce w biegu na 15 km oraz dziewiąte w sztafecie. Na rozgrywanych dwa lata później mistrzostwach świata juniorów w Mt-Sainte-Anne zwyciężył na dystansie 15 km, a w sztafecie był drugi.

## Osiągnięcia

### Igrzyska olimpijskie
| Miejsce | Dzień     | Rok  | Miejscowość | Konkurencja             | Czas biegu | Strata   | Zwycięzca        |
| ------- | --------- | ---- | ----------- | ----------------------- | ---------- | -------- | ---------------- |
| 11.     | 17 lutego | 1980 | Lake Placid | 15 km stylem klasycznym | 41:57,63   | +1:14,25 | Thomas Wassberg  |
| 5.      | 20 lutego | 1980 | Lake Placid | Sztafeta 4 × 10 km      | 1:57:03,46 | +3:39,25 | ZSRR             |
| 16.     | 23 lutego | 1980 | Lake Placid | 50 km stylem klasycznym | 2:27:24,60 | +9:09,25 | Nikołaj Zimiatow |

### Mistrzostwa świata
| Miejsce | Dzień       | Rok  | Miejscowość   | Konkurencja             | Czas biegu | Strata  | Zwycięzca                     |
| ------- | ----------- | ---- | ------------- | ----------------------- | ---------- | ------- | ----------------------------- |
| 1.      | 20 lutego   | 1982 | Oslo          | 30 km stylem dowolnym   | 1:21:52,3  | -       | -                             |
| 27.     | 18 lutego   | 1985 | Seefeld       | 30 km stylem klasycznym | 1:18:24,1  | +4:39,5 | Gunde Svan                    |
| 3.      | 24 stycznia | 1985 | Seefeld       | Sztafeta 4 × 10 km      | 1:52:21,0  | +40,8   | Norwegia                      |
| 11.     | 12 lutego   | 1987 | Oberstdorf    | 30 km stylem klasycznym | 1:24:30,1  | +6:06,6 | Thomas Wassberg               |
| 21.     | 19 lutego   | 1989 | Lahti         | 30 km stylem klasycznym | 1:24:56,9  | +3:32,8 | Władimir Smirnow              |
| 5.      | 22 lutego   | 1989 | Lahti         | 15 km stylem klasycznym | 42:40,7    | +42,8   | Harri Kirvesniemi             |
| 8.      | 26 lutego   | 1989 | Lahti         | 50 km stylem dowolnym   | 2:15:24,9  | +4:30,9 | Gunde Svan                    |
| 7.      | 11 lutego   | 1991 | Val di Fiemme | 10 km stylem klasycznym | 25:55,0    | +23,3   | Terje Langli                  |
| 2.      | 15 lutego   | 1991 | Val di Fiemme | Sztafeta 4 × 10 km      | 1:39:47,3  | +1:51,8 | Norwegia                      |
| 36.     | 22 lutego   | 1993 | Falun         | 10 km stylem klasycznym | 24:51,6    | +1:45,4 | Sture Sivertsen               |
| 27.     | 24 lutego   | 1993 | Falun         | 10+15 km pościgowy      | 1:01:45,0  | +3:16,8 | Bjørn Dæhlie Władimir Smirnow |

### Mistrzostwa świata juniorów
| Miejsce | Dzień     | Rok  | Miejscowość      | Konkurs                 | Wynik      | Strata   | Zwycięzca    |
| ------- | --------- | ---- | ---------------- | ----------------------- | ---------- | -------- | ------------ |
| 14.     | ? lutego  | 1977 | Sainte-Croix     | 15 km stylem klasycznym | 48:55,66   | +3:35,35 | Iwan Lebanow |
| 9.      | ? lutego  | 1977 | Sainte-Croix     | Sztafeta 3 × 10 km      | 1:50:43,59 | +7:41,08 | ZSRR         |
| 1.      | 16 lutego | 1979 | Mont-Sainte-Anne | 15 km stylem klasycznym | 43:51,76   | -        | -            |
| 2.      | 18 lutego | 1979 | Mont-Sainte-Anne | Sztafeta 3 × 10 km      | 1:28:33,10 | +38,41   | ZSRR         |

### Puchar Świata
W sezonach 1973/1974 - 1980/1981 Puchar Świata rozgrywany był nieoficjalnie.

#### Miejsca w klasyfikacji generalnej
- sezon 1979/1980: ?
- sezon 1980/1981: 12.
- sezon 1981/1982: 17.
- sezon 1982/1983: –
- sezon 1983/1984: 54.
- sezon 1984/1985: 28.
- sezon 1985/1986: 6.
- sezon 1986/1987: 8.
- sezon 1987/1988: 23.
- sezon 1988/1989: 12.
- sezon 1989/1990: 33.
- sezon 1990/1991: 15.
- sezon 1991/1992: –
- sezon 1992/1993: 92.

#### Miejsca na podium
| Nr | Dzień       | Rok  | Miejscowość | Konkurencja             | Czas biegu | Strata | Pozycja | Zwycięzca         |
| -- | ----------- | ---- | ----------- | ----------------------- | ---------- | ------ | ------- | ----------------- |
| 1. | 13 stycznia | 1981 | Kastelruth  | 15 km                   | ?          | ?      | 2.      | Harri Kirvesniemi |
| 2. | 20 lutego   | 1982 | Oslo        | 30 km stylem klasycznym | 1:21:52,3  | -      | 1.      | -                 |
| 3. | 8 marca     | 1986 | Falun       | 30 km stylem klasycznym | ?          | ?      | 2.      | Thomas Wassberg   |
| 4. | 20 grudnia  | 1986 | Davos       | 30 km stylem klasycznym | ?          | ?      | 1.      | -                 |
| 5. | 21 marca    | 1987 | Oslo        | 50 km stylem klasycznym | ?          | ?      | 3.      | Thomas Wassberg   |
| 6. | 15 grudnia  | 1990 | Davos       | 15 km stylem klasycznym | ?          | ?      | 3.      | Władimir Smirnow  |